# معبد میوکاکو
معبد میوکاکو (به ژاپنی: 妙覚寺 みょうかくじ) معبد آیین بودایی فرقه نیچیرن در شهر کیوتو، استان کیوتو، در ژاپن است. این معابد در سال ۱۳۷۸ احداث شده‌است.
در سال ۱۵۸۲ میلادی و هنگام وقوع حادثه معبد هوننو پسر ارشد اودا نوبوناگا، اودا نوبوناگا در این معبد اقامت کرده بود.